# Cao sơn thanh
Cao sơn thanh (tiếng Trung: 高山青, Núi cao xanh), còn được gọi là Cô gái A Lý Sơn (阿里山的姑娘, A Lý Sơn đích cô nương), hay Tình ca Alishan, là một ca khúc tiếng Hoa nổi tiếng, được chuyển thể từ một bài hát dân gian Đài Loan, miêu tả cảnh đẹp của Alishan và người Tsou.

## Tổng quan
Năm 1949, bộ phim "Gió mây núi A Lý" (阿里山風雲, A Lý Sơn phong vân) được phát hành. Bài hát chủ đề của bộ phim có tên là "Cô gái A Lý Sơn" (阿里山的姑娘, A Lý sơn đích cô nương), được viết lời bởi nhạc sĩ Đặng Vũ Bình (邓禹平; người gốc Tứ Xuyên định cư tại Đài Loan), khi đó là giám sát kịch bản của bộ phim, và được chính đồng đạo diễn Trương Triệt viết nhạc. Ca sĩ đầu tiên trình diễn ca khúc được ghi danh là nữ ca sĩ Ngô Kinh Hồng (吳驚鴻). Bài hát được phát hành bởi EMI Angel Records. 
Năm 1952, nhạc sĩ Hoàng Hữu Đại (黄友棣) đã phối âm lại ca khúc với tên mới "Bài ca núi A Lý" (阿里山之歌, A Lý sơn chi ca), với phần lời vẫn của Đặng Vũ Bình, và phần nhạc do Hoàng Hữu Đại soạn lại, do ca sĩ Thanh Sơn (青山) trình diễn. Tài liệu "Hoài niệm quốc ngữ ca toàn tập" sau đó đã ghi nhận tên bài hát là "Núi cao xanh" (高山青, Cao sơn thanh), với phần lời của Đặng Vũ Bình và phần nhạc của Hoàng Hữu Đại, do Thanh Sơn thể hiện. Sau đó, có người đổi tên bài hát “A Lý Sơn ca” thành “Cao sơn thanh”, ghi rõ lời do Đặng Ngọc Bình viết, nhạc do Hoàng Hữu Đại biên soạn, Thanh Sơn biểu diễn. Đây chính là phiên bản “Cao sơn thanh” được phổ biến và được nhiều ca sĩ trình bày như Đặng Lệ Quân, Trác Y Đình,... 
Năm 1964, bộ phim "Tiểu vân tước" (小雲雀) được phát hành. Trong phim, ca khúc "Cô gái Alishan" do Cố Mị (顧媚) trình bày và cũng được phát hành bởi EMI (1966), 3AEX-314.

## Ảnh hưởng
"A Lý Sơn phong vân" là bộ phim tiếng Quan Thoại đầu tiên được quay tại Đài Loan sau chiến tranh. Sau khi bộ phim được phát hành, bài hát "Cao sơn thanh" đã nhanh chóng nổi tiếng, cùng với huyền thoại Ngô Phong, đã trở thành một khuôn mẫu định hình trong cộng đồng người Hoa về người Alishan Tsou. Điều trớ trêu là mãi đến năm 1984, bài hát gốc "Cao sơn thanh" mới được biết đến nhiều ở Trung Hoa đại lục.
Năm 2007, bài hát này đã được sử dụng trên vệ tinh thám hiểm mặt trăng đầu tiên của Trung Quốc Hằng Nga 1. Năm 2010, bài hát này cũng được chọn làm nhạc mở đầu cho đoàn đại biểu Đài Bắc Trung Hoa tại lễ khai mạc Đại hội Thể thao Châu Á Quảng Châu.